# Liste der Monuments historiques in Saint-Loup (Charente-Maritime)
Die Liste der Monuments historiques in Saint-Loup (Charente-Maritime) führt die Monuments historiques in der französischen Gemeinde Saint-Loup auf.

## Liste der Objekte
| Bezeichnung | Beschreibung          | Standort                     | Kennzeichnung | Schutzstatus | Datum | Bild |
| ----------- | --------------------- | ---------------------------- | ------------- | ------------ | ----- | ---- |
| Glocke      | Bronze, 1701 gegossen | in der Kirche St-Loup (Lage) | PM17000402    | Classé       | 1911  |      |